# Подборовське сільське поселення
Подборовське сільське поселення (рос. Подборовское сельское поселение) — колишнє (до 2014) муніципальне утворення у складі Бокситогорського району Ленінградської області. Адміністративний центр — селище Подборов'є. На території поселення розташовано 18 населених пунктів.
2 червня 2014 року Подборовське сільське поселення увійшло до складу новоствореного Лідського сільського поселення Бокситогорського району.

## Склад
В склад поселення входять 15 присілків та 3 селища:
| Населений пункт | Тип нп   | Населення, осіб (2012) |
| --------------- | -------- | ---------------------- |
| Подборов'є      | селище   | 677                    |
| Васьково        | присілок | 0                      |
| Васьково        | селище   | 118                    |
| Верхов'є        | присілок | 63                     |
| Гришкіно        | присілок | 16                     |
| Забельє         | присілок | 6                      |
| Іоніно          | присілок | 5                      |
| Максимово       | присілок | 1                      |
| Мар'їне Село    | присілок | 19                     |
| Нікольське      | присілок | 38                     |
| Озеро-Село      | присілок | 39                     |
| Платаново       | присілок | 4                      |
| Плутно          | присілок | 1                      |
| Поток           | присілок | 30                     |
| Стехново        | присілок | 4                      |
| Тургош          | селище   | 15                     |
| Шибалово        | присілок | 16                     |
| Якшино          | присілок | 4                      |